# Caio Belício Natal Públio Gavídio Tebaniano
Caio Belício/Bélico Natal Públio Gavídio Tebaniano (em latim: Gaius Bellicius/Bellicus Natalis Publius Gavidius Tebanianus) foi um senador romano nomeado cônsul sufecto para o nundínio de maio a agosto de 87 com Caio Ducênio Próculo. Era membro dos colégios dos sodais flaviais e, provavelmente, dos quindecênviros dos fatos sagrados. Seu sarcófago foi descoberto em Pisa, cuja inscrição é a origem da maior parte das informações sobre sua vida (CIL XI, 1430). Era filho adotivo de Caio Belício Natal, cônsul em 68. Belício Tebaniano, cônsul sufecto em 118, provavelmente era seu filho.